# Bread and Puppet Theater

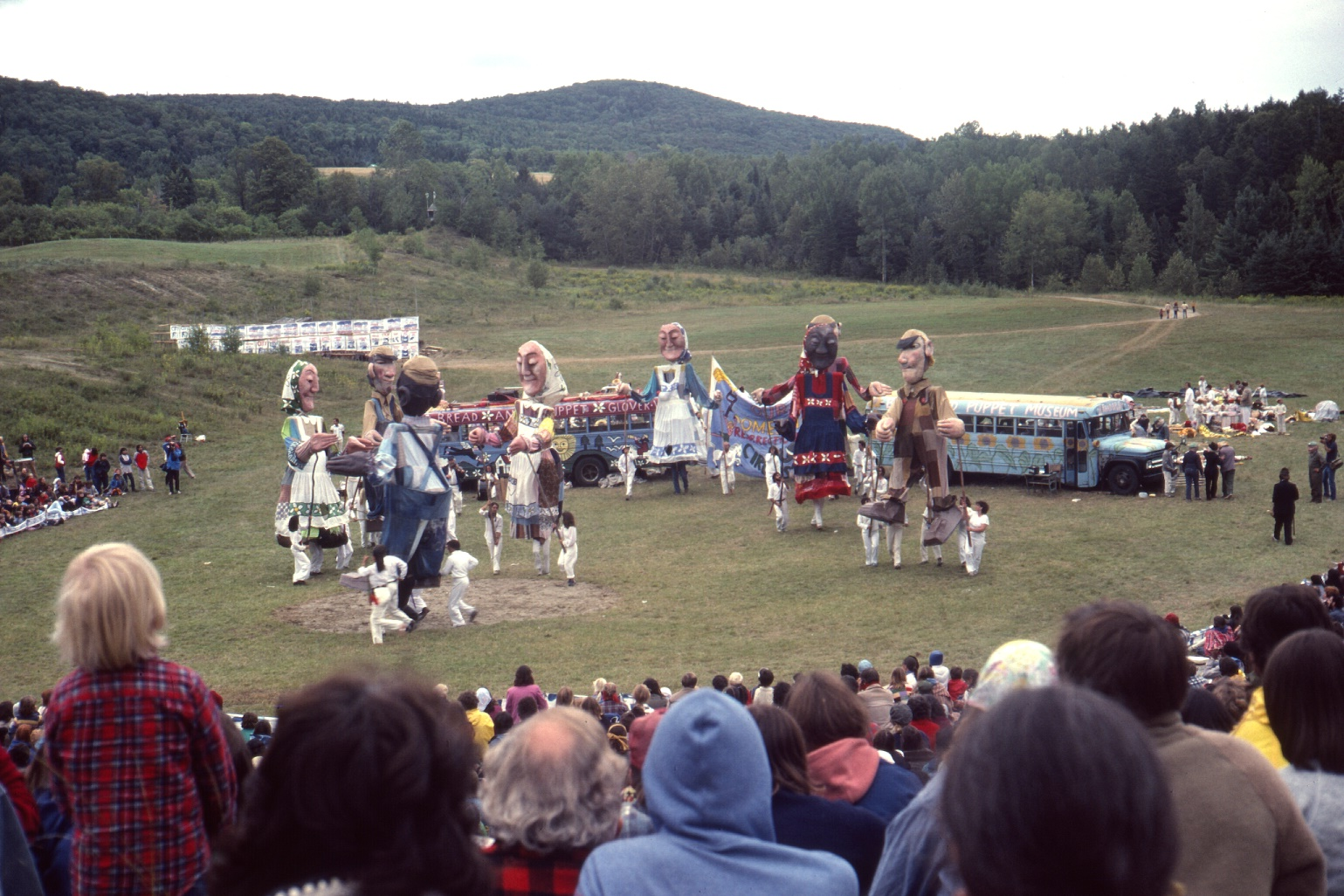
Opvoering van het Domestic Resurrection Circus in de jaren tachtig

Het Bread and Puppet Theater is een Amerikaans poppentheater dat begin jaren zestig van de 20e eeuw werd opgericht door Peter Schumann.
De groep heeft een boerderij in Glover (Vermont) als thuisbasis en trad wereldwijd op, waaronder in 1976 in Theater 140 in Brussel en in 1978 tijdens het Holland Festival in Amsterdam. Het theater treedt vooral op in de buitenlucht, als straattheater en in openbare parken. In 1978 werd het onderscheiden met een Erasmusprijs.
De groep voert de slogan Cheap Art and Political Theater. Het voerde onder meer actie tegen de Vietnamoorlog, was voor de sluiting van een kerncentrale van General Electric in Vermont en ondersteunde het de Occupybeweging op het terrein van de Harvard-universiteit.

## Geschiedenis

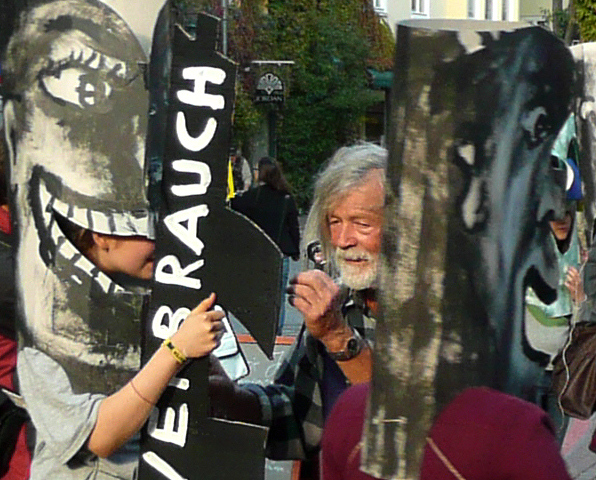
Oprichter Peter Schumann tijdens het project Republik Freies Wendland in Hannover, 2010

Het Bread and Puppet Theater werd in 1963 in New York opgericht door de Duitser Peter Schumann. Aanvankelijk kende het weinig succes en verkeerde Schumann zich in een zorgelijke financiële situatie. Hier kwam verandering in toen een Franse talentvorser het theater in 1967 ontdekte tijdens de opvoering van het stuk Fire. Hij nodigde ze uit voor Festival 1968 in Nancy, waar zijn opvoering grote weerklank vond. Er volgden optredens in Europese grote steden, waaronder Parijs, Londen en Berlijn. In 1969 volgde een tournee van negen maanden door Europa die Schumann van al zijn financiële problemen bevrijdde.
In 1970 kreeg hij de uitnodiging van het Goddard College in Plainfield (Vermont) om zich te vestigen in een nabij gelegen boerderij. De enige voorwaarde was dat hun studenten en docenten bij zijn productie betrokken zouden worden. Schumann nam het aanbod aan en trok met zijn vrouw en vijf kinderen naar de boerderij in Glover (Vermont), ongeveer op 40 km ten zuiden van de grens met Canada.
In 1978 werd Bread and Puppet Theater onderscheiden met een van de vier Erasmusprijzen van dat jaar, naast La Marionettistica Fratelli Napoli, Ţăndărică en Yves Joly uit respectievelijk Italië, Roemenië en Frankrijk.
In 2000 nam het Bread and Puppet Theater deel aan de Expo 2000 in Hannover en deed het in de eerste weken dagelijks mee aan de parade van deelnemers.

## Achtergrond
De naam Bread and Puppet wordt tijdens de voorstelling tot uiting gebracht, door vers gebakken brood uit te delen aan het publiek. Symbolisch staat de naam voor de Romeinse spreuk panem et circenses (brood en spelen).
De deelnemers aan het theater wisselen per productie en kunnen bestaan uit twee tot honderd acteurs, pantomimespelers, muzikanten en poppenspelers. Vaak nemen kinderen en studenten deel aan de productie.
|  |  |

## Museum

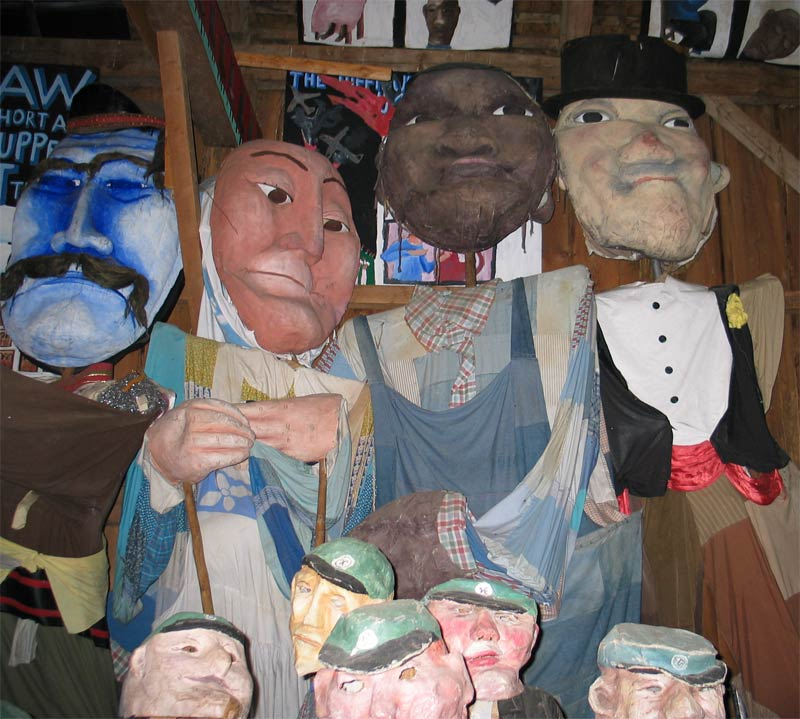
Poppen in zijn museum in Glover

Tijdens zijn eerste jaar in New York, in 1963, richtte hij in de Delaney Street een poppenmuseum op. In 1998 bracht hij het museum over naar zijn vestiging in Glover, waar het begin jaren tien van de 21e eeuw nog steeds is gevestigd.
Verder dient zijn vestiging in Glover als werkplaats voor het maken van poppen en instrumenten en het doen van repetities. Van 1975 tot 1998 organiseerde hij daarnaast het Domestic Resurrection Circus and Pageant op dit terrein: een festival met workshops, cursussen, seminars en optredens in de openlucht.

## Politiek activisme
Inhoudelijk kent het theater politiek links-radicale standpunten met geregeld christelijke raakvlakken. In 1963 ondersteunde Schumann met zijn theater de protesten tegen de Vietnamoorlog. In de loop van de jaren zette hij zich verder in voor pacifisme, ondersteunde hij de Sandinisten in Nicaragua in 1979, de Zapatisten in Mexico in 1994 en de Occupybeweging op het terrein van de Harvard-universiteit in 2011. Verder deed hij mee aan protesten tegen de Wereldhandelsorganisatie (WTO) in 2000 en voor de sluiting van de kerncentrale van General Electric in Vernon (Vermont) in 2006. Tijdens de oorlogen in Joegoslavië trad hij met zijn theater op in de Bosnische hoofdstad Sarajevo.
Bij een optreden tijdens de Republican National Convention in 2000 die George W. Bush nomineerde tot presidentskandidaat, werden 79 demonstranten gevangengenomen, waaronder een aantal poppenspelers van de theatergroep.

## Incident van 1998
In 1998 organiseerde het Bread and Puppet Theater zijn jaarlijkse weekend Domestic Resurrection Circus and Pageant. In 1998 viel dit samen met de 150e verjaardag van het Manifest van de Communistische Partij en de 100e verjaardag van Bertolt Brecht. Dit weekend werd door in het totaal 40.000 bezoekers bezocht.
Tijdens de openluchtvoorstelling hadden deelnemers drugs meegenomen en werden tientallen bezoekers wegens de hitte en drugsmisbruik opgenomen in het ziekenhuis. Verder kwam een 41-jarige man in een nabijgelegen tentenkamp om het leven tijdens een vechtpartij.
Als gevolg van deze excessen kondigde Schumann op 19 augustus 1998 een einde af van deze omvangrijke optredens op zijn eigen terrein.